# サム・トラビス
サミュエル・ジョン・トラビス（Samuel John Travis, 1993年8月27日 - ）は、アメリカ合衆国イリノイ州シカゴ出身のプロ野球選手（一塁手）。右投右打。アメリカ独立リーグ・アトランティックリーグのロングアイランド・ダックス所属。

## 経歴

### プロ入り前
2011年のMLBドラフト40巡目（全体1225位）でシンシナティ・レッズから指名されたが、契約せずにインディアナ大学ブルーミントン校へ進学した。大学時代はカイル・シュワーバーとチームメイトだった。2013年にはシュワーバーと共に第39回日米大学野球選手権大会のメンバーとして来日している。

### プロ入りとレッドソックス時代
2014年のMLBドラフト2巡目（全体67位）でボストン・レッドソックスから指名され、プロ入り。契約後、傘下のA-級ローウェル・スピナーズでプロデビュー。A級グリーンビル・ドライブでもプレーし、2球団合計で67試合に出場して打率.316、7本塁打、44打点、5盗塁を記録した。
2015年はA+級セイラム・レッドソックスとAA級ポートランド・シードッグスでプレーし、2球団合計で131試合に出場して打率.307、9本塁打、78打点、19盗塁を記録した。オフにはアリゾナ・フォールリーグに参加し、スコッツデール・スコーピオンズに所属した。
2016年はAAA級ポータケット・レッドソックスでプレーし、47試合に出場して打率.272、6本塁打、29打点、1盗塁を記録したが、左ヒザの故障で5月末にシーズンを終えている。
2017年は開幕をAAA級ポータケットで迎えた。5月23日にメジャー契約を結んでアクティブ・ロースター入りし、24日のテキサス・レンジャーズ戦にて「7番・一塁手」で先発出場してメジャーデビュー。この試合の5回裏にマーティン・ペレスからメジャー初安打（遊撃への内野安打）を放った。この年メジャーでは33試合に出場して打率.263、1打点、1盗塁の成績を残した。
2018年は開幕をAAA級ポータケットで迎えた。5月初旬に左肋間筋の張りでマイナーでの故障者リストに入った。のちに拡張されたスプリングトレーニングのリハビリに入った。6月2日から6月11日にムーキー・ベッツが故障者リストに入っていたため、4試合に出場し、12打数で2安打・3打点だった。7月14日にメジャーに昇格しその日に4打数で1安打で、7月16日にAAA級ポータケットに降格した。9月1日にセプテンバー・コールアップで再びメジャーに昇格した。9月21日のクリーブランド・インディアンス戦でシェーン・ビーバーから自身初の本塁打を打った。レギュラーシーズンでは、19試合に出場し、36打数8安打、打率.222、1本塁打、7打点だった。ポストシーズンのロースターには入らなかった。
2020年1月2日にケビン・プラウェッキーの加入に伴ってDFAとなった。

### レンジャーズ傘下時代
2020年1月15日にジェフリー・スプリングスとのトレードで、テキサス・レンジャーズへ移籍した。また、同時にマイナー契約で傘下のAAA級ナッシュビル・サウンズへの配属も発表された。しかし、新型コロナウイルスの影響によりマイナーリーグの試合が開催されず、9月2日に自由契約となった。

### マリナーズ傘下時代
2020年12月3日にシアトル・マリナーズとマイナー契約を結んだ。
2021年はAAA級タコマ・レイニアーズで71試合に出場して打率.256、11本塁打、41打点の成績を残したが、メジャー昇格の機会はなく、オフの11月7日にFAとなった。

### 独立リーグ時代
2022年4月11日にアトランティックリーグのロングアイランド・ダックスと契約した。

## 詳細情報

### 年度別打撃成績
| 年 度    | 球 団    | 試 合 | 打 席 | 打 数 | 得 点 | 安 打 | 二 塁 打 | 三 塁 打 | 本 塁 打 | 塁 打 | 打 点 | 盗 塁 | 盗 塁 死 | 犠 打 | 犠 飛 | 四 球 | 敬 遠 | 死 球 | 三 振 | 併 殺 打 | 打 率 | 出 塁 率 | 長 打 率 | O P S |
| -------- | -------- | ----- | ----- | ----- | ----- | ----- | -------- | -------- | -------- | ----- | ----- | ----- | -------- | ----- | ----- | ----- | ----- | ----- | ----- | -------- | ----- | -------- | -------- | ----- |
| 2017     | BOS      | 33    | 83    | 76    | 13    | 20    | 6        | 0        | 0        | 26    | 1     | 1     | 0        | 0     | 0     | 6     | 0     | 1     | 23    | 2        | .263  | .325     | .342     | .667  |
| 2018     | BOS      | 19    | 38    | 36    | 5     | 8     | 3        | 0        | 1        | 14    | 7     | 0     | 0        | 0     | 0     | 2     | 0     | 0     | 10    | 1        | .222  | .263     | .389     | .652  |
| 2019     | BOS      | 59    | 157   | 144   | 17    | 31    | 4        | 1        | 6        | 55    | 16    | 2     | 0        | 0     | 1     | 11    | 2     | 1     | 36    | 6        | .215  | .274     | .382     | .656  |
| MLB：3年 | MLB：3年 | 111   | 278   | 256   | 35    | 59    | 13       | 1        | 7        | 95    | 24    | 3     | 0        | 0     | 1     | 19    | 2     | 2     | 69    | 9        | .230  | .288     | .371     | .659  |

- 2019年度シーズン終了時

### 年度別守備成績
| 年 度 | 球 団 | 一塁（1B） | 一塁（1B） | 一塁（1B） | 一塁（1B） | 一塁（1B） | 一塁（1B） | 左翼（LF） | 左翼（LF） | 左翼（LF） | 左翼（LF） | 左翼（LF） | 左翼（LF） | 右翼（RF） | 右翼（RF） | 右翼（RF） | 右翼（RF） | 右翼（RF） | 右翼（RF） |
| 年 度 | 球 団 | 試 合      | 刺 殺      | 補 殺      | 失 策      | 併 殺      | 守 備 率   | 試 合      | 刺 殺      | 補 殺      | 失 策      | 併 殺      | 守 備 率   | 試 合      | 刺 殺      | 補 殺      | 失 策      | 併 殺      | 守 備 率   |
| ----- | ----- | ---------- | ---------- | ---------- | ---------- | ---------- | ---------- | ---------- | ---------- | ---------- | ---------- | ---------- | ---------- | ---------- | ---------- | ---------- | ---------- | ---------- | ---------- |
| 2017  | BOS   | 21         | 114        | 4          | 1          | 10         | .992       | -          | -          | -          | -          | -          | -          | -          | -          | -          | -          | -          | -          |
| 2018  | BOS   | 3          | 10         | 0          | 0          | 2          | 1.000      | 6          | 10         | 0          | 1          | 0          | .909       | 1          | 0          | 0          | 0          | 0          | ----       |
| 2019  | BOS   | 29         | 149        | 7          | 3          | 14         | .981       | 18         | 25         | 2          | 1          | 0          | .964       | 1          | 1          | 0          | 0          | 0          | 1.000      |
| MLB   | MLB   | 53         | 273        | 11         | 4          | 16         | .986       | 24         | 35         | 2          | 2          | 0          | .949       | 2          | 1          | 0          | 0          | 0          | 1.000      |

- 2019年度シーズン終了時

### 背番号
- 59（2017年 - 2019年）

### 代表歴
- 第39回日米大学野球選手権大会アメリカ合衆国代表（2013年）